# Шимкусы
Шимку́сы (чув. Турикас Тушкил) — село в Янтиковском районе Чувашской Республики. Административный центр Шимкусского сельского поселения.

## География
Находится в восточной части Чувашии на расстоянии приблизительно 9 км на восток-северо-восток по прямой от районного центра села Янтиково.

## История
Известно с 1721 года как деревня с 89 жителями мужского пола. Позднее было учтено: в 1795 году — 50 дворов, 249 жителей, в 1858 году — 522 жителя, 1897 году — 1072 жителя, в 1926 году — 216 дворов, 1141 житель, в 1939 году — 1286 жителей, в 1979 году — 922 жителя. В 2002 году было 266 дворов, в 2010 году — 221 домохозяйство. В годы коллективизации работал колхоз «Красная Армия», в 2010 СХПК «Шимкусский». Имелись в 2010 году школа, офис врача общей практики, клуб, библиотека, отделения связи и сбербанка, музей, 3 магазина, 2 торговых павильона. Действует Владимирская церковь (1894—1941, с 1994).

## Население
Население составляло 664 человека (чуваши 99 %) в 2002 году, 607 в 2010.